# Szeretethíd
A Szeretethíd a Magyar Református Szeretetszolgálat kezdeményezése, aminek keretében a Magyarországi Református Egyház önkéntes csoportjai az egész ország területén szociális, ökológiai és fejlesztési munkát végezzenek a társadalmi felelősségvállalás jegyében.
Szeretethíd – önkéntes nap a válságban címmel szervezték meg az első akciót 2009. október 3-án. A rendezvény fővédnökei Dr. Bölcskei Gusztáv, a Magyar Református Egyház Zsinatának elnöke és Dr. Kovács Árpád az Állami Számvevőszék elnöke voltak. Azóta minden év májusában megrendezi a Szeretetszolgálat a Szeretethíd Kárpát-medencei Önkéntes Napokat. 2016-ban közel 21 000 önkéntes döntött úgy, hogy aktívan részt vesz környezete megsegítésében ezen rendezvény keretei között.

## A program előzményeire
2008 nyarára a Magyar Református Szeretetszolgálat meghirdette a Szeretethíd programot kifejezetten fiataloknak, azzal a céllal, hogy fogyatékos intézményekbe, szeretetotthonokba látogassanak el az önkéntesek, hogy megismerjék a nehezebb sorsúak életét és részesülhessenek abban az örömben, hogy látják, ők is hasznosak, ők is tudnak másokon segíteni. A két hét alatt, amíg az önkéntesek az intézményekben segítettek, megtapasztalták, hogy sokszor nem csak fizikai munkával vagy anyagi támogatással lehet valakivel jót tenni, hanem akár egy mosoly is elég ahhoz, hogy a másik napját szebbé tegyük. Ezen a szeretethídon közel harmincan vettek részt. Mind az intézményektől, mind az önkéntesektől nagyon pozitív visszajelzések érkeztek, ezért is gondoltunk arra, hogy idén kiterjesztjük ezt a programot és mindenkinek lehetőséget kínálunk arra, hogy segíthessen másokon, másoknak.
„Az önkéntesség látszólag új fogalom a modern társadalmakban, de ősrégi az egyház életében, hiszen önkéntesség az egyházi élet minden területén a kezdet kezdetétől meghatározta a keresztyén életformát” – mondta dr. Bölcskei Gusztáv, a Zsinat lelkészi elnöke a rendezvény sajtótájékoztatóján. A Szeretethíd programot egy olyan hídhoz hasonlította a Tiszántúli püspök, ami összeköti az egyházat a társadalommal, a generációkat egymással és a rászorulókat a segítőkkel. Hangsúlyozta: fontos, hogy a válságban az egyház megmutassa, mi nem csak siránkozni tudunk, hanem szeretnénk tenni azért, hogy másoknak jobb legyen.
Pál Sándor a református szeretetszolgálat kuratóriumának elnöke kiemelte, hogy a „mozdulj, segíts, szeress!” jelmondat takar mindent, amit október harmadikán szeretnének kifejezésre juttatni. A szeretetszolgálat képviselője szeretné, ha erről a sikeres kezdeményezésről, jó ötletről nem csak beszélni tudnánk, nem csak megmagyaráznánk, hogy kinek és miért jó ez az önkéntes nap, hanem példát mutatnánk másoknak. A példamutatásban élen jár a kuratóriumi elnök, hiszen október 3-án családjával együtt összesen 23-an fognak dolgozni egy projekten, 9 évestől egészen a 70 évesig.
Eddig több mint 800-an jelentkeztek az önkéntes napra – mondta Vad Lilla, a program országos koordinátora – de ez a szám, még meg is duplázódhat a rendezvényig, hiszen ismerve a fiatalokat és a magyar szokásokat, az utolsó hétre várhatjuk a legnagyobb regisztrációt. Még nem késő, lehet hozzánk csatlakozni! Nem csak reformátusokat várunk, hanem mindenkit, aki szeretné megmutatni, nem kell leírni a magyarokat, mert tudunk mi még összefogni és egymáson segíteni.

## A Szeretethíd üzenete, távlati céljai
A program elnevezése – többek között – utal arra a hídra, amit az egyház és a társadalom között kíván építeni a Szeretetszolgálat ezzel a megmozdulással. A Református Egyház tagjai készek arra, hogy nyissanak a világ felé, segítséget nyújtsanak a magányosan élő, beteg embereknek, megszépítsék a közterületeket, környezetüket, szemetet szedjenek, parkot rendezzenek, emlékművet takarítsanak. A kampányrendezvény távlati célja, hogy az e napon kialakuló kapcsolatok a jövőben is megmaradjanak, rendszeres találkozások és önkéntes munkálkodások jöhessenek létre az ország minden területén. A fiatalokat társadalmi felelősségvállalásra neveli a program, az idősebbeknek pedig megmutatja, hogy fontos tagjai a társadalomnak. Egy önkéntes adatbázis kiépítése – ami szintén célja a Szeretetszolgálatnak – hatékonyan segítheti azt a munkát, ami ezen a napon elkezdődik.
A szeretetszolgálat minden korosztály számára meghirdette a rendezvényt, mindenki találhat olyan feladatot, amivel hasznára lehet a társadalomnak. Ezáltal az együttmunkálkodás által a szeretet hídja a generációk között is épül, akik a hétköznapokban talán kevésbé érintkeznek rendszeresen egymással.
Egyházi rendezvényről lévén szó természetes, hogy a híd építésének Isten és ember között is folynia kell, ehhez a „munkához” azonban a földön, az emberek között épített hidak elengedhetetlenek.

## Néhány érdekes feladat, amit az önkéntesek elvégeztek október 3-án
Budapest
- Főpolgármesteri hivatal vadplakát- és falfirka-mentesítő programjához való csatlakozás
- Nehru-part rendbetétele a IX. kerületben a Kálvin téri Református Egyházközség segítségével
- Fillér-lépcső környékének megtisztítása a II. kerületben
- látogatás és műsor adása számtalan önkormányzati fenntartású idősek otthonában pl. Kamaraerdei Idősek Otthona, Halom utcai Idősek Otthona, Baross utcai Idősek Otthona
Vidék
- Kápolnásnyék: a zsidótemető rendbetétele a baracskai rabok által
- Debrecen: Talentum zenekar koncertezik a menekülttáborban
- Pápa: hajléktalanszállón ételosztás, áhítat
- Pápa: anyaotthonban játszóház a gyermekeknek, anyáknak védőnői továbbképzés
- Győr: kórházlátogatás idősebbekkel
- Tiszaszentimre, Újszentgyörgy: önkormányzat által épített, új játszótér parkosítása
- Berekfürdő: szemétszedés
- Tiszaföldvár: gaztalanítás, virágültetés közterületen
- Törökszentmiklós: temető és vasútállomás takarítása (a Bethlen Gábor Református Általános Iskola minden tanulójának részvételével)

## Támogatói gondolatok
Dr. Kovács Árpád fővédnök, az Állami Számvevőszék elnöke
A válsággal küzdő, pesszimista és bezárkózó világban különösen szükség van minden olyan kezdeményezésre, amely szolidaritást fejez ki, kimozdít önmagunkból, és elindít mások felé. A közösség tud felmutatni és elénk állítani olyan értékeket, amelyek a nyugodt emberi élet számára nélkülözhetetlen erkölcsi alapokat nyújtanak. Különösen igaz ez akkor, ha ezek az értékek nem csupán emberi mértékek, hanem örök elveket közvetítenek. Egy közösség akkor tölti be valódi szerepét, ha nem csak tagjait építi, formálja teljesebb emberré, hanem szólni tud, van mondanivalója környezete, a társadalom számára. Meggyőződésem, a Szeretethíd összefogása ilyen lehetőség. Üzenetet hordoz az egyes ember és a tágabb közösség, a társadalom számára. A programon résztvevők, miközben kilépnek a mindennapok nehézségeiből, megtapasztalhatják a közösségben végzett munka örömét. A különböző korosztályok közös cél érdekében való összefogása erősítheti a generációk egymáshoz való közeledését, egymás jobb megértését. Megmutatja az idősebbek számára, hogy jelenlétük fontos. A fiatalok számára új ötleteket adhat az élet értelmesebb kitöltésére. Őszintén ajánlom e programot mindazok számára, akik keresik egy békésebb és élhetőbb, s talán boldogabb világhoz vezető utat.
Gundel Takács Gábor, televíziós személyiség
Egyedül nem megy - szólt a filmsláger. Valóban, egyedül nem megy. Egyedül nem lehet örülni a sikereknek, nem lehet kibeszélni a bánatunkat, nem lehet többet megtudni a világról, nem lehet adni, nem lehet kapni, egyedül nem lehet szeretni. Együtt, közösségben lehet csak ÉLNI. Együtt, egymást segítve, meghallgatva, egymás örömében és gondjaiban osztozva lehet csak előre lépni, erősödni, erősebben hinni. A híd pedig, ami összeköti az embereket, a szeretet.
Minden nap. Október 3-án verjünk együtt újabb hidakat!
Balczó András- olimpiai bajnok öttusázó
Mindenkinek annyit kell megtenni, amennyi a tőle telhető. Több nem szükséges, kevesebb nem elegendő. Hogy mi az a tett, mindenkinek magának kell eldöntenie.
Hűvösvölgyi Ildikó, színésznő
Megtisztel a felkérés s természetesen elvállalom, hogy a Magyar Református Szeretetszolgálat október 3-i Szeretethíd programján részt vegyek, és azt teljes szívemből támogatom. Jómagam is hiszem: a SZERETET a legfontosabb az ember életében; szeretni a hazánkat, a családunkat, a munkánkat, bízni Istenben és nem önző módon, hanem egymást segítve, a másikra is figyelve élni.
Pál Apostollal együtt hiszem és vallom, hogy "Most azért megmarad a hit, remény, és szeretet, e három; ezek között pedig legnagyobb a szeretet"!
Dr. Siba Balázs, az MRE zsinata ifjúsági irodájának vezetője
A Szeretethíddal eredetileg az volt az elképzelésünk, hogy a fiatalokat szólítsuk meg – ez szélesedett ki generációk közötti együttműködésre. Fontos, hogy a fiatalok érezzék azt, hogy az egyház számít rájuk, van az egyházban feladat a számukra, és meg is becsüli őket az egyház. Úgy gondolom, az elsődleges ebben az akciózásban az, hogy október 3-án olyan közösségi élmények szülessenek, amiben jó benne lenni. És akkor lehet, hogy ez másokat is bevonz. Ez az akció rólunk szól és nekünk szól. A mi megélt hitünk, ami reménység szerint kifelé is hat. Van egy akció, amiben kifejezhetem a hitem, azt, ami számomra fontos. Nem csak azt fejezhetem ki, amit hiszek, hanem megmutathatom, hogy mi az, ami mozgat, mit tesz a kezem, a lábam – ez egy megélt, látható elköteleződéssé érik.
Papp Kornél, az MRE zsinata oktatási irodájának vezetője
Az egyházi iskola napjainkban egyszerre négy területen tölti be küldetését a magyar társadalomban: oktatás, szeretetszolgálat, misszió, gyülekezetépítés (közösségépítés). A szeretetszolgálat gyakorlására – a mélyülő társadalmi-gazdasági-erkölcsi válság következtében – elsősorban saját tanulói körében nyílik lehetőség (a tanulás eszközeinek biztosítása, ruházkodás, étkeztetés). A családok sokszor szégyenérzettel fogadják a kapott támogatást. Jobb adni, mint kapni. A Szeretethíd segítséget nyújt élethelyzetek feldolgozásában, elmélyíti az elméleti ismereteket alkalmazásuk a gyakorlatban, s legfőképpen hidat épít közösségek között. 

## Kapcsolódó videófelvételek
- https://www.youtube.com/watch?v=TdGCdby0ZA8
- https://www.youtube.com/watch?v=c-RguQ3hkxk
- https://www.youtube.com/watch?v=n1ZbE_edPus
- https://www.youtube.com/watch?v=FqHV0pWuK-E